# Grand Prix Formule 1 van Abu Dhabi 2020
De Grand Prix Formule 1 van Abu Dhabi 2020 stond gepland voor 29 november maar door de aanpassingen dit jaar werd de race uitgesteld en verreden op 13 december op het Yas Marina Circuit. Het was de zeventiende en laatste race van het kampioenschap in 2020.

## Vrije trainingen

### Uitslagen
- Enkel de top vijf wordt weergegeven.

| Vrije training 1 | Pos. | Nr. | Coureur          | Constructeur    | Tijd     |
| ---------------- | ---- | --- | ---------------- | --------------- | -------- |
| Vrije training 1 | 1    | 33  | Max Verstappen   | Red Bull-Honda  | 1:37.378 |
| Vrije training 1 | 2    | 77  | Valtteri Bottas  | Mercedes        | 1:37.412 |
| Vrije training 1 | 3    | 31  | Esteban Ocon     | Renault         | 1:38.515 |
| Vrije training 1 | 4    | 23  | Alexander Albon  | Red Bull-Honda  | 1:38.547 |
| Vrije training 1 | 5    | 44  | Lewis Hamilton   | Mercedes        | 1:38.744 |
| Vrije training 2 | Pos. | Nr. | Coureur          | Constructeur    | Tijd     |
| Vrije training 2 | 1    | 77  | Valtteri Bottas  | Mercedes        | 1:36.276 |
| Vrije training 2 | 2    | 44  | Lewis Hamilton   | Mercedes        | 1:36.479 |
| Vrije training 2 | 3    | 33  | Max Verstappen   | Red Bull-Honda  | 1:37.046 |
| Vrije training 2 | 4    | 23  | Alexander Albon  | Red Bull-Honda  | 1:37.263 |
| Vrije training 2 | 5    | 4   | Lando Norris     | McLaren-Renault | 1:37.438 |
| Vrije training 3 | Pos. | Nr. | Coureur          | Constructeur    | Tijd     |
| Vrije training 3 | 1    | 33  | Max Verstappen   | Red Bull-Honda  | 1:36.251 |
| Vrije training 3 | 2    | 23  | Alexander Albon  | Red Bull-Honda  | 1:36.752 |
| Vrije training 3 | 3    | 3   | Daniel Ricciardo | Renault         | 1:36.877 |
| Vrije training 3 | 4    | 31  | Esteban Ocon     | Renault         | 1:36.899 |
| Vrije training 3 | 5    | 4   | Lando Norris     | McLaren-Renault | 1:36.994 |

Testcoureurs in vrije training 1:
 Robert Kubica (Alfa Romeo-Ferrari) reed in plaats van Antonio Giovinazzi.
 Mick Schumacher (Haas-Ferrari) reed in plaats van Kevin Magnussen.

## Kwalificatie
| Pos.                   | Nr. | Coureur            | Constructeur              | Kwalificatietijden | Kwalificatietijden | Kwalificatietijden | Grid  |
| Pos.                   | Nr. | Coureur            | Constructeur              | Q1                 | Q2                 | Q3                 | Grid  |
| ---------------------- | --- | ------------------ | ------------------------- | ------------------ | ------------------ | ------------------ | ----- |
| 1                      | 33  | Max Verstappen     | Red Bull-Honda            | 1:35.993           | 1:35.641           | 1:35.246           | 1     |
| 2                      | 77  | Valtteri Bottas    | Mercedes                  | 1:35.699           | 1:35.527           | 1:35.271           | 2     |
| 3                      | 44  | Lewis Hamilton     | Mercedes                  | 1:35.528           | 1:35.466           | 1:35.332           | 3     |
| 4                      | 4   | Lando Norris       | McLaren-Renault           | 1:36.016           | 1:35.849           | 1:35.497           | 4     |
| 5                      | 23  | Alexander Albon    | Red Bull-Honda            | 1:36.106           | 1:35.654           | 1:35.571           | 5     |
| 6                      | 55  | Carlos Sainz jr.   | McLaren-Renault           | 1:36.517           | 1:36.192           | 1:35.815           | 6     |
| 7                      | 26  | Daniil Kvjat       | AlphaTauri-Honda          | 1:36.459           | 1:36.214           | 1:35.963           | 7     |
| 8                      | 18  | Lance Stroll       | Racing Point-BWT Mercedes | 1:36.502           | 1:36.143           | 1:36.046           | 8     |
| 9                      | 16  | Charles Leclerc    | Ferrari                   | 1:35.881           | 1:35.932           | 1:36.065           | 12 *1 |
| 10                     | 10  | Pierre Gasly       | AlphaTauri-Honda          | 1:36.545           | 1:36.282           | 1:36.242           | 9     |
| 11                     | 31  | Esteban Ocon       | Renault                   | 1:36.783           | 1:36.359           |                    | 10    |
| 12                     | 3   | Daniel Ricciardo   | Renault                   | 1:36.704           | 1:36.406           |                    | 11    |
| 13                     | 5   | Sebastian Vettel   | Ferrari                   | 1:36.655           | 1:36.631           |                    | 13    |
| 14                     | 99  | Antonio Giovinazzi | Alfa Romeo-Ferrari        | 1:37.075           | 1:38.248           |                    | 14    |
| 15                     | 11  | Sergio Pérez       | Racing Point-BWT Mercedes | 1:36.034           | DNS                |                    | 19 *2 |
| 16                     | 7   | Kimi Räikkönen     | Alfa Romeo-Ferrari        | 1:37.555           |                    |                    | 15    |
| 17                     | 20  | Kevin Magnussen    | Haas-Ferrari              | 1:37.863           |                    |                    | 20 *2 |
| 18                     | 63  | George Russell     | Williams-Mercedes         | 1:38.045           |                    |                    | 16    |
| 19                     | 51  | Pietro Fittipaldi  | Haas-Ferrari              | 1:38.173           |                    |                    | 17    |
| 20                     | 6   | Nicholas Latifi    | Williams-Mercedes         | 1:38.443           |                    |                    | 18    |
| Q1 107% tijd: 1:42.214 |     |                    |                           |                    |                    |                    |       |

*1 Charles Leclerc kreeg een gridstraf van drie plaatsen vanwege het veroorzaken van een ongeluk tijdens de Grand Prix van Sakhir. 

*2 Sergio Pérez en Kevin Magnussen kregen beiden een gridstraf voor het vervangen van motoronderdelen.

## Wedstrijd
Max Verstappen won de laatste Grand Prix van het seizoen en leidde de race van start tot finish. Het was de tiende Grand Prix-overwinning in zijn carrière. 
Valtteri Bottas en Lewis Hamilton completeerden het podium.
| Pos.               | Nr. | Coureur            | Constructeur              | Rondes | Tijd / Oorzaak uitval | Grid | Punten |
| ------------------ | --- | ------------------ | ------------------------- | ------ | --------------------- | ---- | ------ |
| 1                  | 33  | Max Verstappen     | Red Bull-Honda            | 55     | 1:36:28.645           | 1    | 25     |
| 2                  | 77  | Valtteri Bottas    | Mercedes                  | 55     | +15.976               | 2    | 18     |
| 3                  | 44  | Lewis Hamilton     | Mercedes                  | 55     | +18.415               | 3    | 15     |
| 4                  | 23  | Alexander Albon    | Red Bull-Honda            | 55     | +19.987               | 5    | 12     |
| 5                  | 4   | Lando Norris       | McLaren-Renault           | 55     | +1:00.729             | 4    | 10     |
| 6                  | 55  | Carlos Sainz jr.   | McLaren-Renault           | 55     | +1:05.662             | 6    | 8      |
| 7                  | 3   | Daniel Ricciardo   | Renault                   | 55     | +1:13.748             | 11   | 7S     |
| 8                  | 10  | Pierre Gasly       | AlphaTauri-Honda          | 55     | +1:29.718             | 9    | 4      |
| 9                  | 31  | Esteban Ocon       | Renault                   | 55     | +1:41.069             | 10   | 2      |
| 10                 | 18  | Lance Stroll       | Racing Point-BWT Mercedes | 55     | +1:42.738             | 8    | 1      |
| 11                 | 26  | Daniil Kvjat       | AlphaTauri-Honda          | 54     | +1 ronde              | 7    |        |
| 12                 | 7   | Kimi Räikkönen     | Alfa Romeo-Ferrari        | 54     | +1 ronde              | 15   |        |
| 13                 | 16  | Charles Leclerc    | Ferrari                   | 54     | +1 ronde              | 12   |        |
| 14                 | 5   | Sebastian Vettel   | Ferrari                   | 54     | +1 ronde              | 13   |        |
| 15                 | 63  | George Russell     | Williams-Mercedes         | 54     | +1 ronde              | 16   |        |
| 16                 | 99  | Antonio Giovinazzi | Alfa Romeo-Ferrari        | 54     | +1 ronde              | 14   |        |
| 17                 | 6   | Nicholas Latifi    | Williams-Mercedes         | 54     | +1 ronde              | 18   |        |
| 18                 | 20  | Kevin Magnussen    | Haas-Ferrari              | 54     | +1 ronde              | 20   |        |
| 19                 | 51  | Pietro Fittipaldi  | Haas-Ferrari              | 54     | +2 rondes             | 17   |        |
| DNF                | 11  | Sergio Pérez       | Racing Point-BWT Mercedes | 9      | Motor                 | 19   |        |
| Bron: formula1.com |     |                    |                           |        |                       |      |        |

S Daniel Ricciardo behaalde een extra punt voor het rijden van de snelste ronde.

## Eindstand wereldkampioenschap
Betreft de complete eindstand van het wereldkampioenschap na afloop van de laatste race in 2020. Vetgedrukte tekst betekent dat deze is bevestigd als wereldkampioen.

### Coureurs
| Pos. | Nr. | Coureur            | Constructeur                 | Punten |
| ---- | --- | ------------------ | ---------------------------- | ------ |
| 1    | 44  | Lewis Hamilton     | Mercedes                     | 347    |
| 2    | 77  | Valtteri Bottas    | Mercedes                     | 223    |
| 3    | 33  | Max Verstappen     | Red Bull-Honda               | 214    |
| 4    | 11  | Sergio Pérez       | Racing Point-BWT Mercedes    | 125    |
| 5    | 3   | Daniel Ricciardo   | Renault                      | 119    |
| 6    | 55  | Carlos Sainz jr.   | McLaren-Renault              | 105    |
| 7    | 23  | Alexander Albon    | Red Bull-Honda               | 105    |
| 8    | 16  | Charles Leclerc    | Ferrari                      | 98     |
| 9    | 4   | Lando Norris       | McLaren-Renault              | 97     |
| 10   | 10  | Pierre Gasly       | AlphaTauri-Honda             | 75     |
| 11   | 18  | Lance Stroll       | Racing Point-BWT Mercedes    | 75     |
| 12   | 31  | Esteban Ocon       | Renault                      | 62     |
| 13   | 5   | Sebastian Vettel   | Ferrari                      | 33     |
| 14   | 26  | Daniil Kvjat       | AlphaTauri-Honda             | 32     |
| 15   | 27  | Nico Hülkenberg    | Racing Point-BWT Mercedes    | 10     |
| 16   | 7   | Kimi Räikkönen     | Alfa Romeo-Ferrari           | 4      |
| 17   | 99  | Antonio Giovinazzi | Alfa Romeo-Ferrari           | 4      |
| 18   | 63  | George Russell     | Mercedes (Williams-Mercedes) | 3 (0)  |
| 19   | 8   | Romain Grosjean    | Haas-Ferrari                 | 2      |
| 20   | 20  | Kevin Magnussen    | Haas-Ferrari                 | 1      |
| 21   | 6   | Nicholas Latifi    | Williams-Mercedes            | 0      |
| 22   | 89  | Jack Aitken        | Williams-Mercedes            | 0      |
| 23   | 51  | Pietro Fittipaldi  | Haas-Ferrari                 | 0      |

### Constructeurs
| Pos. | Constructeur              | Punten |
| ---- | ------------------------- | ------ |
| 1    | Mercedes                  | 573    |
| 2    | Red Bull-Honda            | 319    |
| 3    | McLaren-Renault           | 202    |
| 4    | Racing Point-BWT Mercedes | 195    |
| 5    | Renault                   | 181    |
| 6    | Ferrari                   | 131    |
| 7    | AlphaTauri-Honda          | 107    |
| 8    | Alfa Romeo-Ferrari        | 8      |
| 9    | Haas-Ferrari              | 3      |
| 10   | Williams-Mercedes         | 0      |